# Uniwersytet Techniczny w Dortmundzie
Uniwersytet Techniczny w Dortmundzie (niem. Technische Universität Dortmund) – niemiecka uczelnia publiczna w Dortmundzie. Została założona w 1968 roku.